# Albo d'oro della Delta Ethniki

## Albo d'oro
| Stagione  | Gruppo 1                | Gruppo 2              | Gruppo 3                   | Gruppo 4                 | Gruppo 5             | Gruppo 6              | Gruppo 7           | Gruppo 8            | Gruppo 9             | Gruppo 10             | Gruppo 11          | Gruppo 12                |
| --------- | ----------------------- | --------------------- | -------------------------- | ------------------------ | -------------------- | --------------------- | ------------------ | ------------------- | -------------------- | --------------------- | ------------------ | ------------------------ |
| 1982-1983 | Neapoli Pireo           | Thriamvos             | Anagennisi Arta            | Pannafpliakos            | Pontii Kozani        | Polykastro            | Aspis Xanthi       | —                   | —                    | —                     | —                  | —                        |
| 1983-1984 | Charafgiakos Iliopoli   | Aias Salamina         | Kerkyra                    | Panarkadikos             | Elassona             | Poseidon Michaniona   | Iraklis Kavala     | —                   | —                    | —                     | —                  | —                        |
| 1984-1985 | Ergotelīs               | Īlioupolī             | Agrinio                    | Kalamata                 | Achille Farsala      | Alexandria            | Panthrakikos       | —                   | —                    | —                     | —                  | —                        |
| 1985-1986 | Peramaïkos              | Olympiakos Chalkida   | Patrasso                   | Panargeiakos             | Pyrsos Grevena       | Megas Alexandros      | Nestos Chrysoupoli | —                   | —                    | —                     | —                  | —                        |
| 1986-1987 | Aris Nikea              | Rethymniakos          | Acaia                      | Messiniakos              | Anagennisi Kolindros | Anagennisi Neapoli    | Pandramaïkos       | —                   | —                    | —                     | —                  | —                        |
| 1987-1988 | Achille Farsala         | Asteras Ampelokipon   | Sparta                     | Thriamvos                | —                    | —                     | —                  | —                   | —                    | —                     | —                  | —                        |
| 1988-1989 | Pontii Veria            | Anagennīsī Giannitsa  | Panaitōlikos               | Rodos                    | —                    | —                     | —                  | —                   | —                    | —                     | —                  | —                        |
| 1989-1990 | Aspis Xanthi            | Chalkidona            | Lamia                      | Panīleiakos              | Aris Nikea           | Chaïdari              | —                  | —                   | —                    | —                     | —                  | —                        |
| 1990-1991 | Pandramaïkos            | Poseidon Michaniona   | Panargiakos Argos Orestiko | Patrasso                 | Apollon Larissa      | Fostiras              | Rodos              | Pannafpliakos       | Anagennisi Arta      | Poseidon Candia       | —                  | —                        |
| 1991-1992 | Īrodotos                | Eolikos Mitilene      | Ethnikos Asteras           | Chalkis                  | Panarkadikos         | Fōkikos               | Kerkyra            | Anagennīsī Karditsa | Kilkisiakos          | Odysseas Kordelio     | Pontii Kozani      | Ethnikos Alexandroupolis |
| 1992-1993 | AO Chania               | Ialiso Rodi           | Acharnaïkos                | Keratsini                | Erani Filiatra       | Patrasso              | Velissario         | Nikī Volo           | Apollon Kryas Vrysis | Keravnos Kolchiko     | Iraklis Ptolemaida | Nestos Chrysoupoli       |
| 1993-1994 | Agios Nikolaos          | Varvasiakos Chios     | Fostiras                   | Chalkis                  | Sparta               | Missolungi            | Acheron Kanallaki  | Lamia               | Almopos Arideas      | Agrotikos Asteras     | Tyrnavos           | Orestis Orestiada        |
| 1994-1995 | Enosis Rodi-Diagoras    | Marko                 | Pyrgos                     | Panaigialeios            | Fōkikos              | Kozani                | Ampelokipi         | Nigrita             | —                    | —                     | —                  | —                        |
| 1995-1996 | Egaleo                  | Ergotelīs             | Nafpaktiakos Asteras       | Kerkyra                  | Iraklis Ptolemaida   | Lyki Kalochori        | —                  | —                   | —                    | —                     | —                  | —                        |
| 1996-1997 | Agia Elefsa             | Keratsini             | Pamisos Messinis           | Preveza                  | Kozani               | Orfeas Alexandroupoli | —                  | —                   | —                    | —                     | —                  | —                        |
| 1997-1998 | Atromītos               | Agersani Nasso        | Acaia                      | Karditsa                 | Apollon Kryas Vrysis | Kilkisiakos           | —                  | —                   | —                    | —                     | —                  | —                        |
| 1998-1999 | Akratītos               | Chalkidona            | Leonidio                   | Thesprotos               | Ethnikos Katerini    | Neapoli Salonicco     | —                  | —                   | —                    | —                     | —                  | —                        |
| 1999-2000 | Acharnaïkos             | Patraïkos             | Lamia                      | Ampelokipi               | —                    | —                     | —                  | —                   | —                    | —                     | —                  | —                        |
| 2000-2001 | Fostiras                | AO Chania             | Kerkyra                    | Kassandra                | —                    | —                     | —                  | —                   | —                    | —                     | —                  | —                        |
| 2001-2002 | Thrasyvoulos            | Levadeiakos           | Nikī Volo                  | Agrotikos Asteras        | —                    | —                     | —                  | —                   | —                    | —                     | —                  | —                        |
| 2002-2003 | Doxa Dramas             | Pontiakos Neas Santas | GAS Veria                  | Pierikos                 | Averof Giannina      | Chalkis               | Rodos              | Īlisiakos           | Thyella Patrasso     | Atsalenios Candia     | —                  | —                        |
| 2003-2004 | Pandramaïkos            | Thermaïkos Thermi     | Kozani                     | Apollon Larissa          | Panaitōlikos         | Lamia                 | Manis Pireo        | Chaïdari            | Acaia                | Īrodotos              | —                  | —                        |
| 2004-2005 | Panthrakikos            | Polykastro            | Pierikos                   | Trikala                  | Giannina             | Messiniakos           | Diagoras           | Eolikos Mytilenes   | Asteras Tripolīs     | Ionia Chania          | —                  | —                        |
| 2005-2006 | Doxa Gratinis           | PAONE                 | Ethnikos Katerini          | Androutsos Gravia        | Nafpaktiakos Asteras | Zakynthos             | Thiva              | Īlioupolī           | Koropi               | OF Ierapetra          | —                  | —                        |
| 2006-2007 | Prosotsani              | Anagennīsī Giannitsa  | Ptolemaida-Lignitorichi    | Ethnikos Olympiakos Volo | Preveza              | Panaigialeios         | Korinthos          | Fostiras            | Aias Salamina        | Neos Asteras Retimo   | —                  | —                        |
| 2007-2008 | Odysseas Anagennisi     | Makedonikos           | Pyrsos Grevena             | Fōkikos                  | Ethnikos Filippiada  | Zakynthos             | Panargeiakos       | Agia Paraskevi      | Keravnos Keratea     | Olympiakos Chersoneso | —                  | —                        |
| 2008-2009 | Visaltiakos             | Anagennīsī Epanomī    | Kozani                     | Trikala                  | Doxa Kranoula        | Panaigialeios         | Aspropyrgos        | Rouf                | Saronikos            | Platanias             | —                  | —                        |
| 2009-2010 | Megas Alexandros Candia | Aetos Skydra          | Pontii Katerini            | Tyrnavos                 | Nafpaktiakos Asteras | Panīleiakos           | Īraklīs Psachna    | Apollōn Smyrnīs     | Kallonī              | AO Chania             | —                  | —                        |
| 2010-2011 | Ethnikos Gazoros        | Apollōn Kalamarias    | Vataniakos                 | Ikonomos Tsaritsani      | Tīlykratīs           | Kalamata              | Asteras Magoulas   | Glyfada             | Proodeftikī          | Rouvas                | —                  | —                        |
| 2011-2012 | Ethnikos Sidirokastro   | Odysseas Kordelio     | Akadimia Platamona         | Anagennīsī Karditsa      | Kassiopi             | Panaigialeios         | Korinthos          | Fostiras            | Acharnaïkos          | Episkopī              | —                  | —                        |
| 2012-2013 | Aris Akropotamos        | Iraklis Ampelokipi    | Kozani                     | Lamia                    | Missolungi           | Panopoulos            | Ermionidas-Ermis   | Egaleo              | Iōnikos              | Atsalenios Candia     | —                  | —                        |

## Plurivincitori
| Titoli | Club                 | Edizioni                                              |
| ------ | -------------------- | ----------------------------------------------------- |
| 5      | Fostiras             | 1990-1991, 1993-1994, 2000-2001, 2006-2007, 2011-2012 |
| 5      | Lamia                | 1989-1990, 1993-1994, 1999-2000, 2003-2004, 2012-2013 |
| 5      | Kozani               | 1994-1995, 1996-1997, 2003-2004, 2008-2009, 2012-2013 |
| 4      | Kerkyra              | 1983-1984, 1991-1992, 1995-1996, 2000-2001            |
| 4      | Panaigialeios        | 1994-1995, 2006-2007, 2008-2009, 2011-2012            |
| 3      | Patrasso             | 1985-1986, 1990-1991, 1992-1993                       |
| 3      | Rodos                | 1988-1989, 1990-1991, 2002-2003                       |
| 3      | Chalkis              | 1991-1992, 1993-1994, 2002-2003                       |
| 3      | Pandramaïkos         | 1986-1987, 1990-1991, 2003-2004                       |
| 3      | Acaia                | 1986-1987, 1997-1998. 2003-2004                       |
| 3      | Fōkikos              | 1991-1992, 1994-1995, 2007-2008                       |
| 3      | AO Chania            | 1992-1993, 2000-2001, 2009-2010                       |
| 3      | Nafpaktiakos Asteras | 1995-1996, 2005-2006, 2009-2010                       |
| 3      | Acharnaïkos          | 1992-1993, 1999-2000, 2011-2012                       |
| 3      | Ampelokipi           | 1994-1995, 1999-2000, 2012-2013                       |
| 2      | Thriamvos            | 1982-1983, 1987-1988                                  |
| 2      | Achille Farsala      | 1984-1985, 1987-1988                                  |
| 2      | Aspis Xanthi         | 1982-1983, 1989-1990                                  |
| 2      | Aris Nikea           | 1986-1987, 1989-1990                                  |
| 2      | Anagennisi Arta      | 1982-1983, 1990-1991                                  |
| 2      | Pannafpliakos        | 1982-1983, 1990-1991                                  |
| 2      | Pontii Kozani        | 1982-1983, 1991-1992                                  |
| 2      | Poseidon Michaniona  | 1983-1984, 1990-1991                                  |
| 2      | Panarkadikos         | 1983-1984, 1991-1992                                  |
| 2      | Nestos Chrysoupoli   | 1985-1986, 1992-1993                                  |
| 2      | Sparta               | 1986-1987, 1993-1994                                  |
| 2      | Ergotelīs            | 1984-1985, 1995-1996                                  |
| 2      | Iraklis Ptolemaida   | 1992-1993, 1995-1996                                  |
| 2      | Keratsini            | 1992-1993, 1996-1997                                  |
| 2      | Kilkisiakos          | 1991-1992, 1997-1998                                  |
| 2      | Apollon Kryas Vrysis | 1992-1993, 1997-1998                                  |
| 2      | Chalkidona           | 1989-1990, 1998-1999                                  |
| 2      | Nikī Volo            | 1992-1993, 2001-2002                                  |
| 2      | Agrotikos Asteras    | 1993-1994, 2001-2002                                  |
| 2      | Panaitōlikos         | 1988-1989, 2003-2004                                  |
| 2      | Chaïdari             | 1989-1990, 2003-2004                                  |
| 2      | Apollon Larissa      | 1990-1991, 2003-2004                                  |
| 2      | Īrodotos             | 1991-1992, 2003-2004                                  |
| 2      | Polykastro           | 1982-1983, 2004-2005                                  |
| 2      | Panthrakikos         | 1984-1985, 2004-2005                                  |
| 2      | Messiniakos          | 1986-1987, 2004-2005                                  |
| 2      | Eolikos Mitilene     | 1991-1992, 2004-2005                                  |
| 2      | Pierikos             | 2002-2003, 2004-2005                                  |
| 2      | Īlioupolī            | 1984-1985, 2005-2006                                  |
| 2      | Ethnikos Katerini    | 1998-1999, 2005-2006                                  |
| 2      | Aias Salamina        | 1983-1984, 2006-2007                                  |
| 2      | Anagennīsī Giannitsa | 1988-1989, 2006-2007                                  |
| 2      | Preveza              | 1996-1997, 2006-2007                                  |
| 2      | Panargeiakos         | 1985-1986, 2007-2008                                  |
| 2      | Pyrsos Grevena       | 1985-1986, 2007-2008                                  |
| 2      | Zakynthos            | 2005-2006, 2007-2008                                  |
| 2      | Trikala              | 2004-2005, 2008-2009                                  |
| 2      | Panīleiakos          | 1989-1990, 2009-2010                                  |
| 2      | Tyrnavos             | 1993-1994, 2009-2010                                  |
| 2      | Kalamata             | 1984-1985, 2010-2011                                  |
| 2      | Anagennīsī Karditsa  | 1991-1992, 2011-2012                                  |
| 2      | Odysseas Kordelio    | 1991-1992, 2011-2012                                  |
| 2      | Korinthos            | 2006-2007, 2011-2012                                  |
| 2      | Missolungi           | 1993-1994, 2012-2013                                  |
| 2      | Egaleo               | 1995-1996, 2012-2013                                  |
| 2      | Atsalenios Candia    | 2002-2003, 2012-2013                                  |